# NGC 5641
NGC 5641 је спирална галаксија у сазвежђу Волар која се налази на NGC листи објеката дубоког неба.
Деклинација објекта је + 28° 49' 18" а ректасцензија 14h 29m 16,6s. Привидна величина (магнитуда) објекта NGC 5641 износи 12,5 а фотографска магнитуда 13,3. Налази се на удаљености од 67,093 милиона парсека од Сунца. NGC 5641 је још познат и под ознакама UGC 9300, MCG 5-34-55, CGCG 163-63, IRAS 14270+2902, PGC 51758.